# Lucien Charbonnier
Pour les articles homonymes, voir Charbonnier.
Lucien Charbonnier, né le 14 octobre 1899 à Bruxelles et mort le 13 août 1985 à Bruxelles, est un acteur belge. 

## Filmographie partielle

### Cinéma
- 1970 : Le Cocu magnifique
- 1969 : Bruno, l'enfant du dimanche
- 1967 : Le Départ : le vendeur de saucisses
- 1950 : Le Tampon du capiston : Me Pouponnet
- 1945 : Baraque n° 1 d'Émile-Georges De Meyst
- 1936 : Le Crime de monsieur Lange : ouvrier de l'imprimerie
- 1934 : Un jour viendra

### Télévision
- 1977 : Histoire de la grandeur et de la décadence de César Birotteau : Molineux

## Théâtre
- 1974 : Dreyfus (Grumberg) : Zalman